# El derechazo
El derechazo, es una película de comedia chilena de 2013, dirigida por Lalo Prieto y Jalil Riff. Consiste en una parodia del panorama político del país frente a la elección presidencial de 2013.
La película muestra las primarias presidenciales de dos coaliciones, «la Conservación» (parodia de la Concertación) y «los Aliados» (parodia de la Alianza), esta última compuesta por la «UFI» (parodia de la UDI), cuyos candidatos son «Clarence Borboun» (Laurence Golborne) y «Pablo Corteira» (Pablo Longueira), y el «Partido Nacional» (Renovación Nacional), cuyo candidato es «Andrés Mallamand» (Andrés Allamand).

## Reparto
- Diego Muñoz como Bruno Müller.
- Isidora Urrejola como Constanza Bueza.
- Marcial Tagle como Andrés Mallamand (Andrés Allamand).
- Alex Zisis como Pablo Corteira (Pablo Longueira).
- Gustavo Becerra como Lagos Pebre (Ricardo Lagos Weber).
- Luz Valdivieso como Carolina Tomá (Carolina Tohá).
- Andrea Munizaga como Michelle Barchelet (Michelle Bachelet).
- Renata Bravo como Evelyn Matthel (Evelyn Matthei).
- Willy Semler como Andrés Sandwitch (Andrés Chadwick).
- Patricio Torres como René Malinco (René Alinco).
- Fernando Godoy como Juan Agustín Cuenuleff.
- Andrés Velasco como Clarence Borboun (Laurence Golborne).
- Gonzalo Robles como Iván Monteira (Iván Moreira).
- Cristián García-Huidobro como Patricio Merello (Patricio Melero).
- Íñigo Urrutia como Jaime Dellolio (Jaime Bellolio).
- Ramón Llao como Hernán Fuji (Hernán Büchi).
- Rodrigo Muñoz (actor) como Claudio Borrego (Claudio Orrego).
- Manuel Peña como Camilo Estalona (Camilo Escalona).
- Guido Vecchiola como Pulvio Rozzi (Fulvio Rossi).
- Alejandro Campos como Osvaldo Andreti (Osvaldo Andrade).
- Mariú Martínez como Nena Von Birra (Ena von Baer).
- Julio Jung como Pedro Puga.
- Luis Gnecco como Rubén Perales.
- Fernanda Hansen como Marta Sánchez.
- Carolina Paulsen como Fermina.
- Josefa Grohner como Gladys Müller.